# Clubiona plumbi
Clubiona plumbi là một loài nhện trong họ Clubionidae.
Loài này thuộc chi Clubiona. Clubiona plumbi được Willis J. Gertsch miêu tả năm 1941.